# Thurman (Iowa)
Pour les articles homonymes, voir Thurman.
Thurman est une ville du comté de Fremont, en Iowa, aux États-Unis. Elle est incorporée le 10 février 1879.

## Source de la traduction
- (en) Cet article est partiellement ou en totalité issu de l’article de Wikipédia en anglais intitulé « Thurman, Iowa » (voir la liste des auteurs).